# BMW Z4 GT3

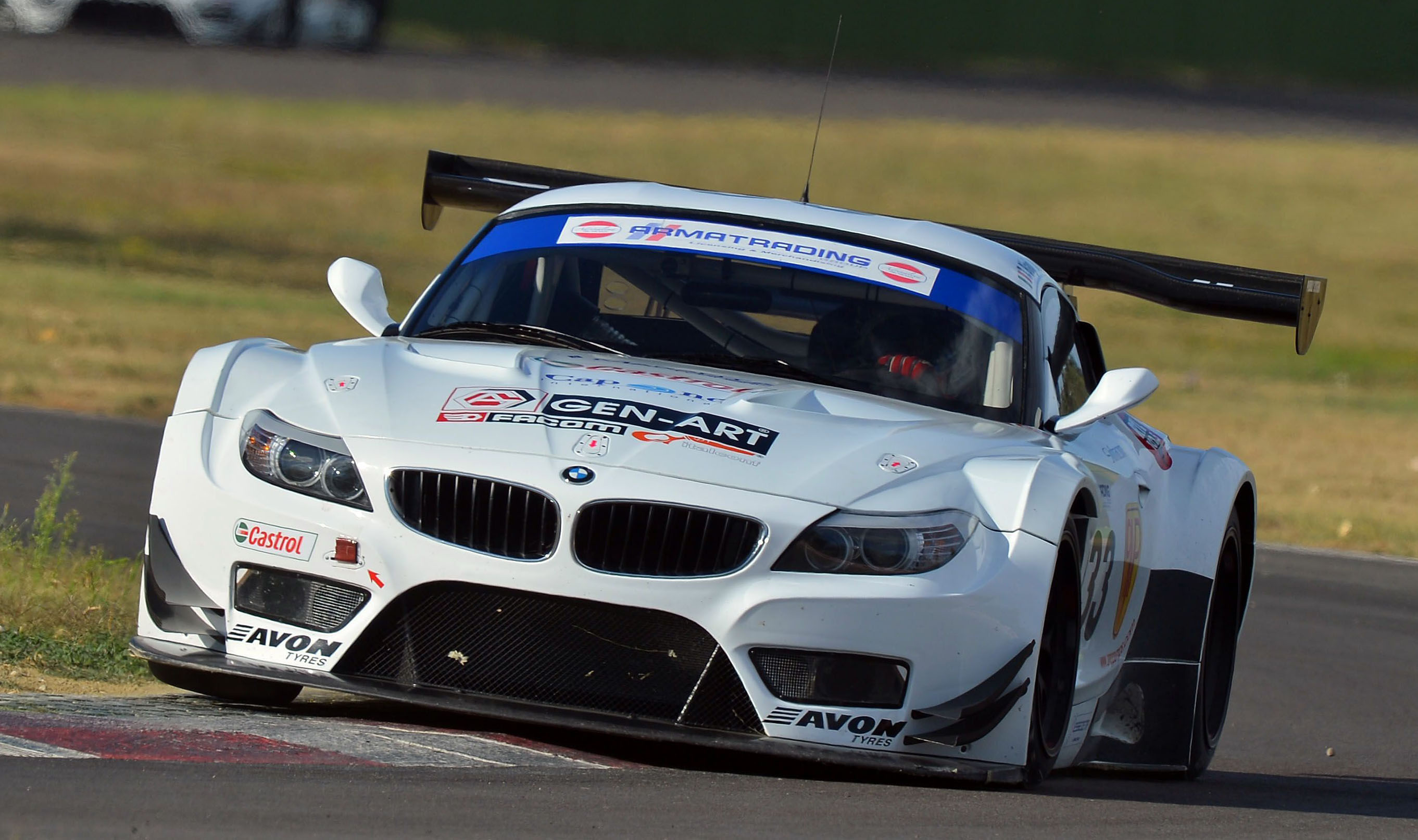
BMW Z4 GT3

Der BMW Z4 GT3 ist ein von BMW Motorsport nach dem FIA-GT3-Reglement aufgebauter Rennwagen. Basisfahrzeug ist der BMW Z4 (E89). Der BMW Z4 GT3 wurde Anfang März 2010 der Öffentlichkeit vorgestellt und ist auf den Kundensport ausgerichtet. Seit 2013 ist eine BMW Z4 GTE genannte Abwandlung nach dem ACO-GTE-Reglement erhältlich.

## Fahrzeugkonzept

### Karosserie
Die Stahlblechkarosserie des BMW Z4 GT3 wurde im BMW-Werk Regensburg am selben Fließband wie die Karosserie der Straßenversion des BMW Z4 hergestellt und anschließend in Handarbeit umgerüstet. Es wurde eine Sicherheitszelle aus hochfestem Präzisionsstahlrohr eingeschweißt. Front- und Heckschürze, Motorhaube, Dach, Kotflügel, Heckflügel und weitere Komponenten sind aus kohlenstofffaserverstärktem Kunststoff gefertigt. Der BMW Z4 GT3 kommt mit dem Leichtbau auf ein Fahrzeuggewicht von ca. 1190 Kilogramm. Für den kompletten Aufbau eines BMW Z4 GT3 werden rund 700 Arbeitsstunden benötigt.

### Motor
Der Rennmotor im BMW Z4 GT3 trägt den Motorcode P65 und basiert in seinen Grundzügen auf dem S65. Bis Juli 2010 kam ein 4,0-Liter-V8-Saugmotor zum Einsatz. Dieser stammte aus dem BMW M3 (E90/E92/E93) und wurde in ähnlicher Ausführung auch im BMW M3 GT verwendet. Der Motor leistete im BMW Z4 GT3 ca. 353 kW (480 PS) bei 8300/min und konnte bei 5500/min ein maximales Drehmoment von 460 Nm abgeben. Die Maximaldrehzahl lag bei 8500/min.
Gegenüber den Konkurrenzmodellen hatte der BMW Z4 GT3 mit dem 4,0-Liter-V8-Saugmotor ein Leistungsdefizit und damit Nachteile in schnellen Streckenabschnitten. Daher homologierte BMW im August 2010 die auf knapp 4,4 Liter Hubraum aufgebohrte Variante aus dem straßenzugelassenen BMW M3 GTS nach. Im BMW Z4 GT3 leistet das Triebwerk ca. 379 kW (515 PS) bei 8300/min, wobei die Leistung abhängig vom in den jeweiligen Rennserien vorgeschriebenen Luftmengenbegrenzer ist. Das maximale Drehmoment von ca. 515 Nm liegt bei 5500/min an. Die Maximaldrehzahl beträgt 8600/min. Der Motorblock wird in der Leichtmetallgießerei im BMW-Werk Landshut gegossen.

### Antrieb
Ein sequentielles Sechsgang-Getriebe mit Schaltwippen am Lenkrad und eine Kardanwelle übertragen die Leistung an die Hinterachse. Das Hinterachsdifferential und die Antriebswellen stammen aus dem BMW Group Werk Dingolfing.

### Fahrwerk
Das Rennfahrwerk hat verstellbare Stoßdämpfer und Stabilisatoren. Es sind 18-Zoll-BBS-Räder mit Zentralverschluss montiert. Die Bremsscheiben haben einen Durchmesser von 378 mm vorne und 355 mm hinten. An den vorderen Bremsscheiben sind Sechskolben-Bremssättel und an den hinteren Vierkolben-Bremssättel angebracht.

### Elektrik
Der BMW Z4 hat elektronische Fahrhilfen wie ein Renn-Antiblockiersystem, eine Antriebsschlupfregelung (ASC) und als einziger GT3-Rennwagen auch ein elektronisches Stabilitätsprogramm (DSC). Im Cockpit sind ein Multifunktionslenkrad und ein Multifunktionsdisplay mit integrierten Schaltlampen vorhanden.

### Sonderausstattungen
Für 24-Stunden-Rennen bietet BMW Motorsport ein Langstreckenpaket an, zu dem unter anderem verstärkte Bremsen und Antriebswellen gehören.

### Technische Daten (2011er Spezifikation)
| Motor und Getriebe | Motor und Getriebe                |
| ------------------ | --------------------------------- |
| Motorbauart        | V8-Saugmotor                      |
| Hubraum            | 4.361 cm³                         |
| Bohrung × Hub      | 92 mm × 82 mm                     |
| Verdichtung        | 13,0:1                            |
| Max. Leistung      | ca. 515 PS bei 8300/min           |
| Max. Drehmoment    | ca. 515 Nm bei ca. 5500/min       |
| Max. Drehzahl      | 8600/min                          |
| Getriebe           | 6 Gänge, sequentiell              |
| Maße und Gewichte  |                                   |
| Länge              | 4387 mm                           |
| Breite             | 2012 mm                           |
| Höhe               | 1210 mm                           |
| Radstand           | 2509 mm                           |
| Spurweite          | 1623 mm (vorne), 1667 mm (hinten) |
| Fahrzeuggewicht    | ca. 1190 kg                       |
| Tankinhalt         | 105 Liter                         |
| Kraftstoffsorte    | Super Plus (98 Oktan)             |

## Preise und Verkaufszahlen
Der Preis für den BMW Z4 GT3 im rennfertigen Zustand lag 2010 bei 298.000 Euro (zzgl. Mehrwertsteuer). Nach einem Update im Jahr 2011 war das Fahrzeug für 315.000 Euro (zzgl. Mehrwertsteuer) erhältlich. 2013 wurde der BMW Z4 GT3 nochmals modifiziert für 349.000 Euro (zzgl. Mehrwertsteuer) angeboten. Fahrzeuge in 2011er und 2012er Spezifikation lassen sich über ein Umbau-Kit zum Preis von 315.000 Euro (zzgl. Mehrwertsteuer) auf 2013er Spezifikation umrüsten.
Im Premierenjahr 2010 wurden sieben BMW Z4 GT3 verkauft. Bis Januar 2012 wurden insgesamt 29 Exemplare abgesetzt. Nach Angaben von BMW-Motorsport-Direktor Jens Marquardt im Februar 2012 plant BMW, den Z4 GT3 bis Ende 2015 anzubieten.

## Kundenteams und Renneinsätze

### Schubert Motorsport

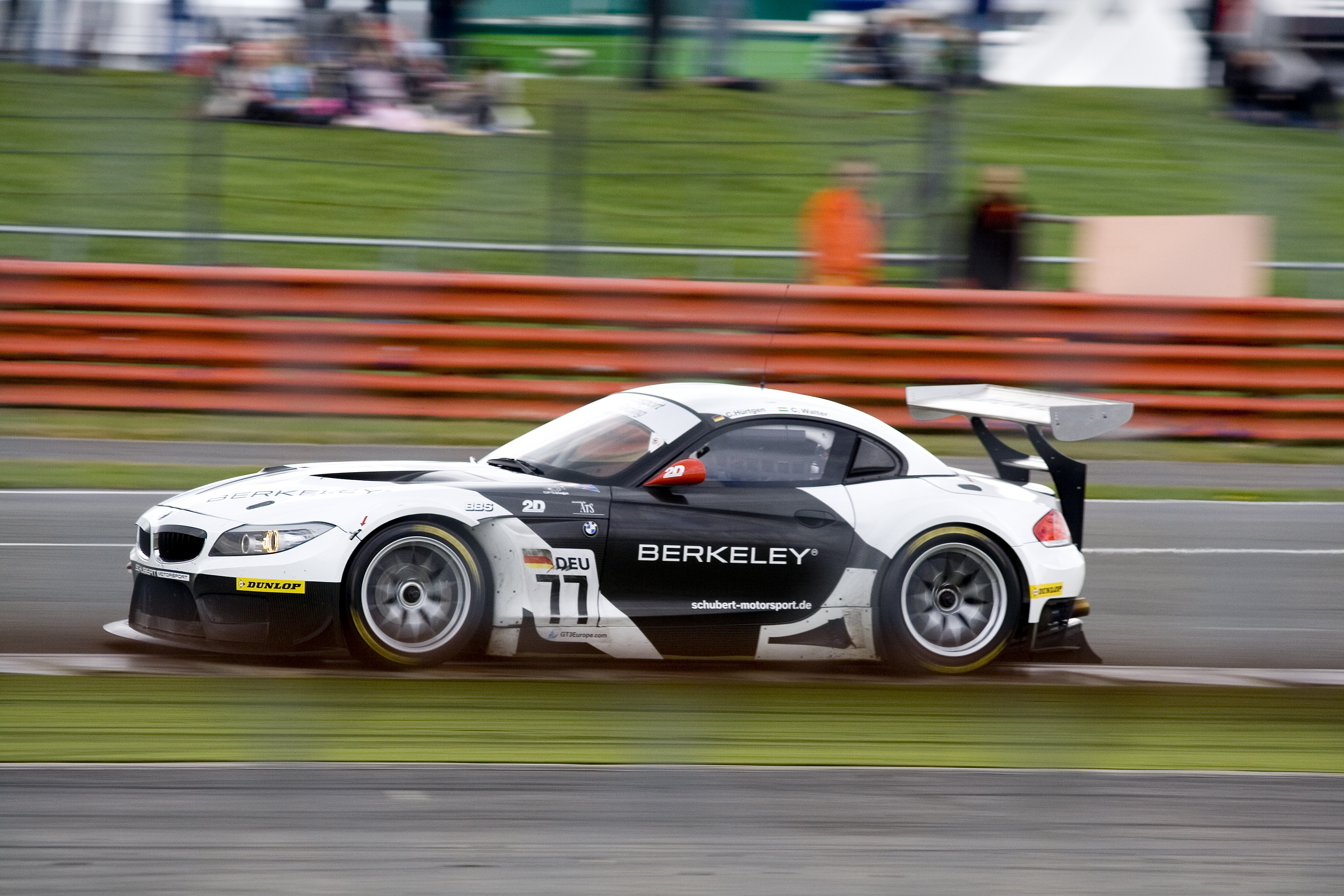
BMW Z4 GT3 von Schubert Motorsport 2010

Schubert Motorsport setzte bereits im Frühjahr 2010 zwei BMW Z4 GT3 bei VLN-Rennen ein. Beim 24-Stunden-Rennen auf dem Nürburgring 2010 erzielte ein Z4 GT3 mit den Fahrern Marko Hartung, Patrick Söderlund, Edward Sandström und Martin Öhlin den vierten Gesamtrang. Schubert Motorsport bestritt 2010 mit zwei Z4 GT3 die komplette Saison der FIA-GT3-Europameisterschaft. Nach dem Einbau des neuen 4,4-Liter-Motors gewann die Fahrerpaarung Csaba Walter/Claudia Hürtgen ein Rennen in Jarama und Patrick Söderlund/Edward Sandström ein Rennen in Zolder. Die Meisterschaft schloss Schubert Motorsport auf Platz drei in der Teamwertung ab. Am Saisonende absolvierte das Team Gaststarts im ADAC GT Masters und erzielte ferner mit den Fahrern Jörg Müller und Dirk Adorf den dritten Platz beim 34. DMV 250-Meilen-Rennen im Rahmen der VLN.
Im Januar 2011 gewann Schubert Motorsport mit den Fahrern Claudia Hürtgen, Augusto Farfus, Tommy Milner und Edward Sandström das 24-Stunden-Rennen von Dubai. Ein weiterer Sieg für einen Schubert-Z4 folgte beim 24-Stunden-Rennen von Barcelona. In der FIA-GT3-Europameisterschaft erzielte Schubert Motorsport mit seinen zwei Z4 GT3 beim Saisonauftakt 2011 in Portimão einen Doppelsieg; Edward Sandström/Abdulaziz Al Faisal siegten vor Claudia Hürtgen/Csaba Walter. In der Teamwertung gelang Schubert Motorsport 2011 Rang zwei. Beim 24-Stunden-Rennen von Spa-Francorchamps fuhren Claudia Hürtgen, Edward Sandström und Dirk Werner den Schubert-Z4 auf Rang zwei ins Ziel. Weiterhin absolvierte das Team einige Rennen in der VLN. Dort erzielten Pedro Lamy und Marko Hartung den dritten Platz beim 6h ADAC Ruhr-Pokal-Rennen und Edward Sandström, Nico Bastian und Hendrik Vieth den dritten Platz beim 36. DMV Münsterlandpokal.
2012 startete Schubert Motorsport nicht mehr in der FIA-GT3-Europameisterschaft und absolvierte stattdessen mit einem Z4 GT3 erstmals eine komplette Saison im ADAC GT Masters. Claudia Hürtgen und Dominik Schwager gewannen ein Rennen auf dem Hockenheimring. In der VLN siegten Dirk Müller, Jörg Müller und Dirk Adorf beim Saisonauftakt, der 59. ADAC Westfalenfahrt. Auch in den folgenden beiden VLN-Läufen brachte Schubert zwei bzw. einen Z4 GT3 auf das Podium. Für das 24-Stunden-Rennen auf dem Nürburgring erhielt Schubert Motorsport ab 2012 Werksunterstützung von BMW Motorsport. Nachdem Uwe Alzen einen Schubert-Z4 auf die Pole-Position gestellt hatte, fuhren die beiden eingesetzten Fahrzeuge lange Zeit in Schlagdistanz zur Führung. Aufgrund von Reparaturstopps fielen die Z4 GT3 zurück und belegten am Ende die Positionen sieben und acht.
Schubert Motorsport tritt 2013 weiterhin im ADAC GT Masters und in der VLN an. Im ADAC GT Masters expandierte das Team auf zwei permanent eingesetzte BMW Z4 GT3. Claudia Hürtgen und Dominik Baumann siegten in Spa-Francorchamps. In der VLN gewannen Augusto Farfus, Jörg Müller und Dirk Müller den Saisonauftakt, das 38. DMV 4-Stunden-Rennen. Beim 24-Stunden-Rennen auf dem Nürburgring kollidierten die beiden Schubert-Z4. Ein Fahrzeug fiel infolgedessen aus, während das andere aufgrund eines Reparaturstopps eine Runde verlor und schlussendlich Rang sechs belegte.

### Marc VDS Racing Team
Das Marc VDS Racing Team setzte Mitte der Saison 2011 beim 24-Stunden-Rennen von Spa-Francorchamps erstmals einen BMW Z4 GT3 ein. Bas Leinders, Maxime Martin und Markus Palttala gewannen die beiden folgenden Rennen der Blancpain Endurance Series in Magny-Cours und Silverstone.
2012 war das Marc VDS Racing Team nun mit zwei BMW Z4 GT3 in der Blancpain Endurance Series vertreten. In den ersten zwei Saisonläufen in Monza und Silverstone waren Bas Leinders, Maxime Martin und Markus Palttala erneut siegreich. Beim zur Rennserie gehörenden 24-Stunden-Rennen von Spa-Francorchamps wurde das Team Vierter, wobei Maxime Martin im Regen der mit Abstand schnellste Fahrer im Feld war. Am Ende der Saison belegte das Trio nur knapp geschlagen den zweiten Platz in der Fahrerwertung der Blancpain Endurance Series. Auch in der VLN war das Team vertreten. Bei der ersten Teilnahme am 24-Stunden-Rennen auf dem Nürburgring erzielte das Marc VDS Racing Team mit den Fahrern Bas Leinders, Markus Palttala und Maxime Martin den vierten Platz, womit ihr Fahrzeug der bestplatzierte BMW Z4 GT3 war.
In der Saison 2013 setzt das Marc VDS Racing Team weiterhin zwei Z4 GT3 in der Blancpain Endurance Series ein. Beim 24-Stunden-Rennen auf dem Nürburgring 2013 trat das Team neben Schubert Motorsport ebenfalls mit Werksunterstützung von BMW Motorsport an. Maxime Martin, Yelmer Buurman, Andrea Piccini sowie Richard Göransson erreichten den zweiten Platz. Maxime Martin war durch Rundenzeiten aufgefallen, die teilweise 20 Sekunden unter denen der Konkurrenz lagen.

### Vita4One Racing Team

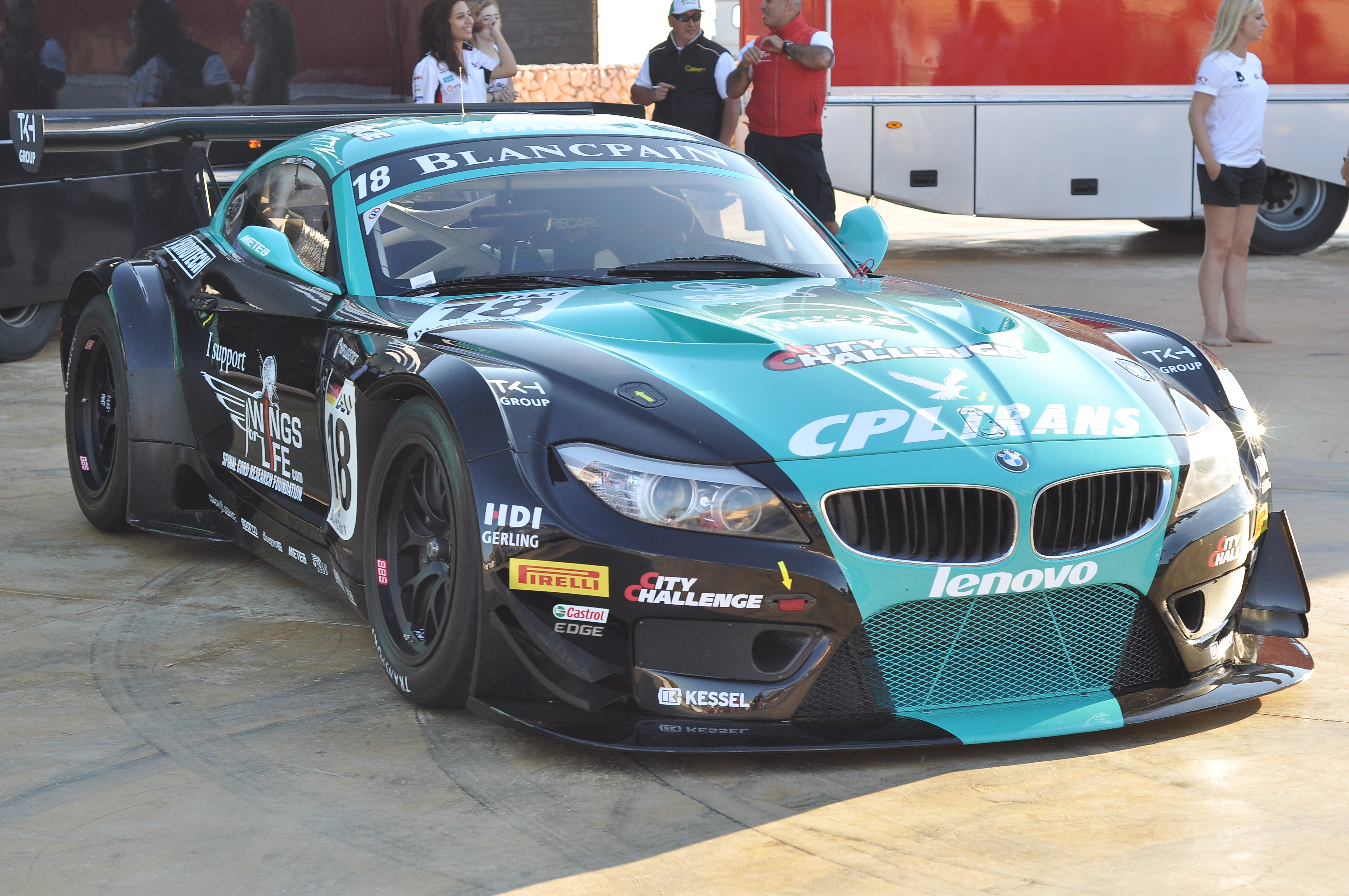
BMW Z4 GT3 des Vita4One Racing Teams 2012

Michael Bartels und sein Vita4One Racing Team setzten 2012 zwei BMW Z4 GT3 in der FIA-GT1-Weltmeisterschaft ein. Michael Bartels und Yelmer Buurman gewannen ein Qualifikationsrennen in Zolder und ein Qualifikationsrennen sowie zwei Meisterschaftsrennen auf dem Slovakiaring. Nur knapp geschlagen belegten sie am Saisonende den dritten Platz in der Fahrerwertung. Das Vita4One Racing Team setzte 2012 auch einen BMW Z4 GT3 in der Blancpain Endurance Series ein. Beim 24-Stunden-Rennen von Spa-Francorchamps erzielten Gregory Franchi, Frank Kechele und Mathias Lauda Rang drei. Außerdem war das Vita4One Racing Team 2012 in der VLN und beim 24-Stunden-Rennen auf dem Nürburgring vertreten, das Marco Wittmann, Jens Klingmann, Pedro Lamy und Richard Göransson auf dem neunten Platz beendeten.
2013 bestreitet das Vita4One Racing Team weiterhin die Blancpain Endurance Series. Geplant war auch die Teilnahme an der neuen FIA-GT-Serie, welche die Nachfolge der FIA-GT1-Weltmeisterschaft antrat. Vor dem Saisonstart zog das Team die Nennung zurück und weitere Starts in der FIA-GT-Serie sind fraglich. Beim Rennwochenende in Spa-Francorchamps gab das Team erstmals einen Gaststart im ADAC GT Masters.

### DB Motorsport
DB Motorsport besitzt seit 2011 zwei BMW Z4 GT3. Das Team bestritt 2011 die FIA-GT3-Europameisterschaft, in der Jeroen den Boer und Hoevert Vos ein Rennen in Silverstone gewannen. DB Motorsport schloss die Saison auf Platz drei in der Teamwertung ab. Außerdem war das Team bei einzelnen Rennen im ADAC GT Masters und in der Blancpain Endurance Series am Start, darunter das 24-Stunden-Rennen von Spa-Francorchamps.
2012 war DB Motorsport nicht mehr in der FIA-GT3-Europameisterschaft aktiv. Stattdessen absolvierte das Team mit zwei BMW Z4 GT3 die komplette Saison in der Blancpain Endurance Series einschließlich des 24-Stunden-Rennens von Spa-Francorchamps und alle Saisonläufe des ADAC GT Masters. In letzterer Rennserie gelang Jeroen den Boer und Simon Knap bei ihrem Heimrennen in Zandvoort ein Sieg, der zugleich der erste Sieg eines BMW Z4 GT3 im ADAC GT Masters war. Außerdem wurde ein Fahrzeug in der Dutch Supercar Challenge eingesetzt.
In der Saison 2013 startet DB Motorsport weiterhin mit einem Z4 GT3 im ADAC GT Masters und in der Dutch Supercar Challenge.

### Weitere Teams

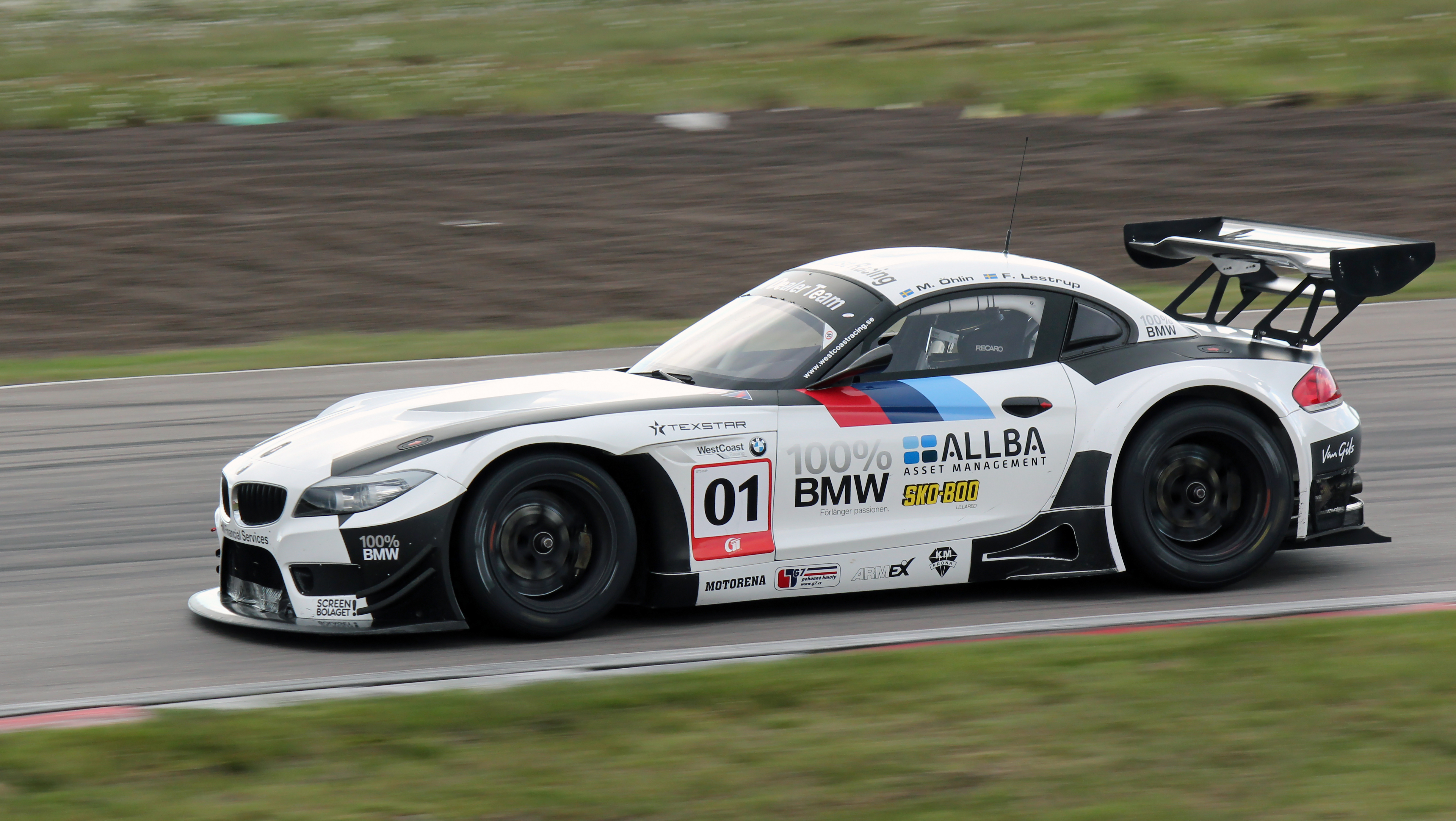
BMW Z4 GT3 von WestCoast Racing 2012

Einen BMW Z4 GT3 setzen in der Saison 2013 unter anderem folgende weitere Teams in den genannten Rennserien ein:
- ROAL Motorsport (Blancpain Endurance Series, Campionato Italiano Gran Turismo)
- Ecurie Ecosse (European Le Mans Series, Britische GT-Meisterschaft)
- Studie AG (Super GT)
- BMW Sports Trophy Team Brasil (FIA-GT-Serie)
- BMW Sports Trophy Team India (FIA-GT-Serie)
- Walkenhorst Motorsport (VLN Langstreckenmeisterschaft Nürburgring, 24-Stunden-Rennen auf dem Nürburgring)
- Thiriet by TDS Racing (Blancpain Endurance Series, Championnat de France FFSA GT)
- Uwe Alzen Automotive (VLN Langstreckenmeisterschaft Nürburgring)
- 888Optimum (British GT Championship)
- DKR Engineering (noch offen)

Einen BMW Z4 GT3 setzten in der Vergangenheit unter anderem folgende weitere Teams in den genannten Rennserien ein:
- WestCoast Racing (ADAC GT Masters, Swedish GT)

## Erfolge
2010 4. Platz beim 24-Stunden-Rennen auf dem Nürburgring
2011 1. Platz beim 24-Stunden-Rennen auf dem Dubai Autodrome
2012 4. Platz beim 24-Stunden-Rennen auf dem Nürburgring
2013 2. Platz beim 24-Stunden-Rennen auf dem Nürburgring
2014 6. Platz beim 24-Stunden-Rennen auf dem Nürburgring
2015 2. Platz beim 24-Stunden-Rennen auf dem Nürburgring
2015 1. Platz beim 24-Stunden-Rennen in Circuit de Spa-Francorchamps

## BMW Z4 GTE
Auf Basis des BMW Z4 GT3 entwickelte BMW Motorsport gemeinsam mit dem BMW Team RLL ab Juli 2012 eine Version nach dem ACO-GTE-Reglement. Das Fahrzeug trat die Nachfolge des BMW M3 GT an. Damit das Fahrzeug dem ACO-GTE-Reglement entspricht, mussten die Abmessungen angepasst werden, was Neuentwicklungen im Bereich der Aerodynamik nach sich zog. Außerdem dürfen keine elektronischen Fahrhilfen wie ABS, ASC und DSC eingesetzt werden. Im Januar 2013 hatte der BMW Z4 GTE seinen ersten Testeinsatz.
Teams:
European Le Mans Series:
- BMW Sports Trophy MarcVDS (2015-)

United SportsCar Championship:
- BMW Team RLL (2014-)

American Le Mans Series:
- BMW Team RLL (2013)

(Stand Februar 2015)